# Cubana de Aviación
Cubana de Aviación S.A. es la aerolínea oficial de Cuba. Su base de operaciones está en el Aeropuerto Internacional José Martí en La Habana. 
Opera a distintos destinos entre América y Europa, y fue la primera línea aérea de Hispanoamérica en establecer vuelos regulares a Miami (el primero en 1945) y a Madrid (en 1948). 
Fue la primera línea hispanoamericana en utilizar aviones turbohélice sobre el Atlántico a finales de los cincuenta con sus Bristol Britannia en sus rutas a Madrid. Desde 1959 y hasta la actualidad está operada por el gobierno de Cuba.

## Historia

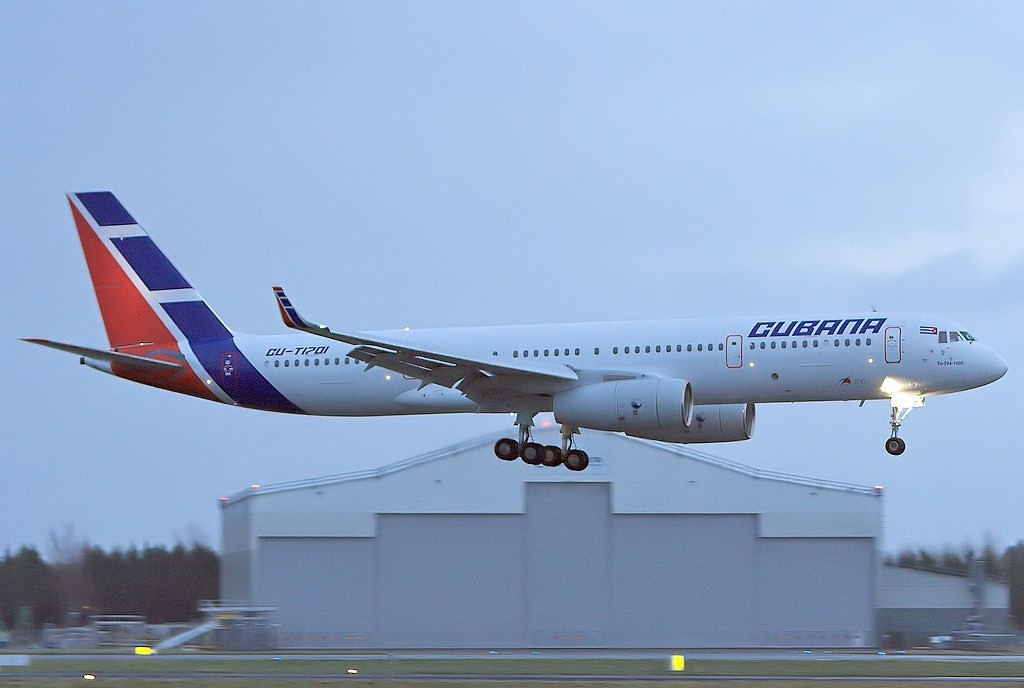
TU-204-300E de Cubana.

El 8 de octubre de 1929 fue creada la Compañía Nacional Cubana de Aviación Curtiss, S.A. (CNCAC), como una subsidiaria de la North American Aviation Inc., parte del Curtiss Aviation Group. Figuró entre las primeras aerolíneas que abrieron la era de los vuelos comerciales y se caracterizó, desde un inicio, por el continuo perfeccionamiento de sus servicios. Sus primeros aviones fueron aparatos Curtiss Robin (Thrust).
Para esta fecha fueron cuatro las aerolíneas cubanas existentes: Servicio Cubano de Aviación, Compañía Nacional Cubana de Aviación Curtiss, Líneas Aéreas de Cuba y Compañía Nacional Cubana de Transporte Aéreo. El Servicio Cubano de Aviación, la segunda empresa de aviación registrada en Cuba, fue fundada en septiembre de 1929. Esta compañía contó entonces con un Fairchild 71 de 6 pasajeros y un New Standard D-25 de 4 pasajeros, el primer avión del Servicio Cubano de Aviación.
El 30 de octubre de 1930 se efectuó el vuelo inaugural de la ruta La Habana-Santiago de Cuba por la Compañía Nacional Cubana de Aviación Curtiss, S.A. que transportó correo aéreo con un avión trimotor Ford Trimotor que hacía escala en Santa Clara, Morón y Camagüey. En ese mismo año, el gobierno cubano concedió a la compañía el contrato para el Servicio Postal Aéreo.
El 12 de mayo de 1919 fue nombrado el primer avión propiedad del gobierno cubano como "Sunshine". En este avión el 29 de mayo de 1919 Agustín Parlá hizo el primer vuelo comercial a los Estados Unidos. Poco después, el 29 de junio, se tomaron las primeras fotos aéreas de La Habana, desde el mismo avión "Sunshine".
Aprovechando la bonanza económica del país, se constituyó en octubre de 1919 la primera empresa de aviación de Cuba, la Compañía Aérea Cubana (C.A.C), fundada por el millonario entusiasta de la aviación y hombre de negocios cubano, Aníbal J.de Mesa, quien empleó a Agustín Parlá como gerente general. Desafortunadamente, esta empresa dejó de funcionar un año y tres meses después, debido a la inesperada depresión económica de Cuba. La C.A.C tenía seis aviones Farman, traídos a Cuba en barco. Estableció varios servicios, como los de escuela con Farman F.40, vuelos de observación alrededor de La Habana, investigaciones y fotografía aérea. Volaba con Farman F-60 Goliath de La Habana a Santiago de Cuba, vía Santa Clara, Cienfuegos y Camagüey. En el mismo octubre, pero de 1920 la CAC inaugura la línea La Habana-Cienfuegos-Santa Clara con dos vuelos de ida y vuelta semanales. Los precios por esta ruta eran de $50.00 y $70.00 de La Habana a Cienfuegos y Santa Clara respectivamente, y $25.00 entre estas dos ciudades villaclareñas de Cienfuegos y Santa Clara.

## Destinos
Por su posición geográfica, Cuba es un destino turístico por excelencia y un "puente" natural entre América y Europa. Uno de los principales propósitos de Cubana de Aviación S.A. está en brindar la posibilidad a sus clientes de trasladarse desde Europa hacia cualquier punto de América y el Caribe o viceversa.
| Países               | Destinos           | Aeropuertos                                                   | Notas                                               |
| -------------------- | ------------------ | ------------------------------------------------------------- | --------------------------------------------------- |
| Cuba                 | Cayo Coco          | Aeropuerto Internacional de Jardines del Rey                  |                                                     |
| Cuba                 | Cayo Largo del Sur | Aeropuerto Internacional Vilo Acuña                           |                                                     |
| Cuba                 | Cienfuegos         | Aeropuerto Internacional Jaime González                       |                                                     |
| Cuba                 | Guantánamo         | Aeropuerto Mariana Grajales                                   |                                                     |
| Cuba                 | La Habana          | Aeropuerto Internacional José Martí (hub principal)           |                                                     |
| Cuba                 | Nueva Gerona       | Aeropuerto Rafael Cabrera                                     |                                                     |
| Cuba                 | Santa Clara        | Aeropuerto Internacional Abel Santamaría                      |                                                     |
| Cuba                 | Santiago de Cuba   | Aeropuerto Internacional de Santiago de Cuba (hub secundario) |                                                     |
| Cuba                 | Varadero           | Aeropuerto Juan Gualberto Gómez (hub secundario)              |                                                     |
| España               | Madrid             | Aeropuerto Adolfo Suárez Madrid-Barajas                       | Operado en cooperación con Plus Ultra Líneas Aéreas |
| Venezuela            | Caracas            | Aeropuerto Internacional de Maiquetía Simón Bolívar           | Ruta reanudada desde marzo de 2024                  |
| Panamá               | Ciudad de Panamá   | Aeropuerto Internacional de Tocumen                           | Vuelos chárter operando desde junio de 2024         |
| República Dominicana | Santo Domingo      | Aeropuerto Internacional de Las Américas                      | Ruta desde marzo de 2025 (desde Holguín)            |
| Alemania             | Frankfurt          | Aeropuerto de Frankfurt del Meno                              | Inicia en noviembre de 2025 (dos veces por semana)  |

Además, Cubana opera destinos en código compartido con: 
- Aeroflot.
- Aeroméxico.
- Air Caraïbes.
- Avianca.
- Avianca El Salvador.
- Conviasa.
- Copa Airlines.
- Neos.
- Sunrise Airways.

### Futuros destinos de Cubana de Aviación
| Países         | Destinos                | Aeropuertos                                     | Desde |
| -------------- | ----------------------- | ----------------------------------------------- | ----- |
| Bolivia        | Santa Cruz de la Sierra | Aeropuerto Internacional Viru Viru              | HAV   |
| Brasil         | São Paulo               | Aeropuerto Internacional de São Paulo-Guarulhos | HAV   |
| Brasil         | Rio de Janeiro          | Aeropuerto Internacional de Galeão              | HAV   |
| Estados Unidos | Miami                   | Aeropuerto Internacional de Miami               | HAV   |
| Estados Unidos | Nueva York              | Aeropuerto Internacional John F. Kennedy        | HAV   |
| Nicaragua      | Managua                 | Aeropuerto Internacional Augusto C. Sandino     | HAV   |
| Francia        | Marsella                | Aeropuerto de Marsella-Provenza                 | HAV   |

## Flota actual
A continuación se muestra la flota actual de la aerolínea:
| Aeronave           | En servicio | Pedidos | Asientos                                           | Asientos                                           | Asientos                                           | Matrículas                                         | Antigüedad                                         | Notas                                                            |
| Aeronave           | En servicio | Pedidos | C                                                  | Y                                                  | Total                                              | Matrículas                                         | Antigüedad                                         | Notas                                                            |
| ------------------ | ----------- | ------- | -------------------------------------------------- | -------------------------------------------------- | -------------------------------------------------- | -------------------------------------------------- | -------------------------------------------------- | ---------------------------------------------------------------- |
| ATR 42-500         | 1           | —       | VIP                                                | VIP                                                | VIP                                                | CU-T1240                                           | 23,1 años                                          | Transporte VIP para el Gobierno cubano. Operado por Aerogaviota. |
| ATR 72-200         | 2           | —       | —                                                  | 66                                                 | 66                                                 | CU-T1548                                           | 29,9 años                                          |                                                                  |
| ATR 72-200         | 2           | —       | —                                                  | 66                                                 | 66                                                 | CU-T1547                                           | 28,8 años                                          |                                                                  |
| Ilyushin Il-96-300 | 1           | —       | 18                                                 | 244                                                | 262                                                | CU-T1250                                           | 19,6 años                                          |                                                                  |
| Tupolev Tu-204     | 1           | —       | 12                                                 | 164                                                | 176                                                | CU-T1702                                           | 17,6 años                                          |                                                                  |
| Total              | 5           | —       | Edad media de la flota (marzo de 2025): 23,8 años. | Edad media de la flota (marzo de 2025): 23,8 años. | Edad media de la flota (marzo de 2025): 23,8 años. | Edad media de la flota (marzo de 2025): 23,8 años. | Edad media de la flota (marzo de 2025): 23,8 años. | Edad media de la flota (marzo de 2025): 23,8 años.               |

## Flota histórica

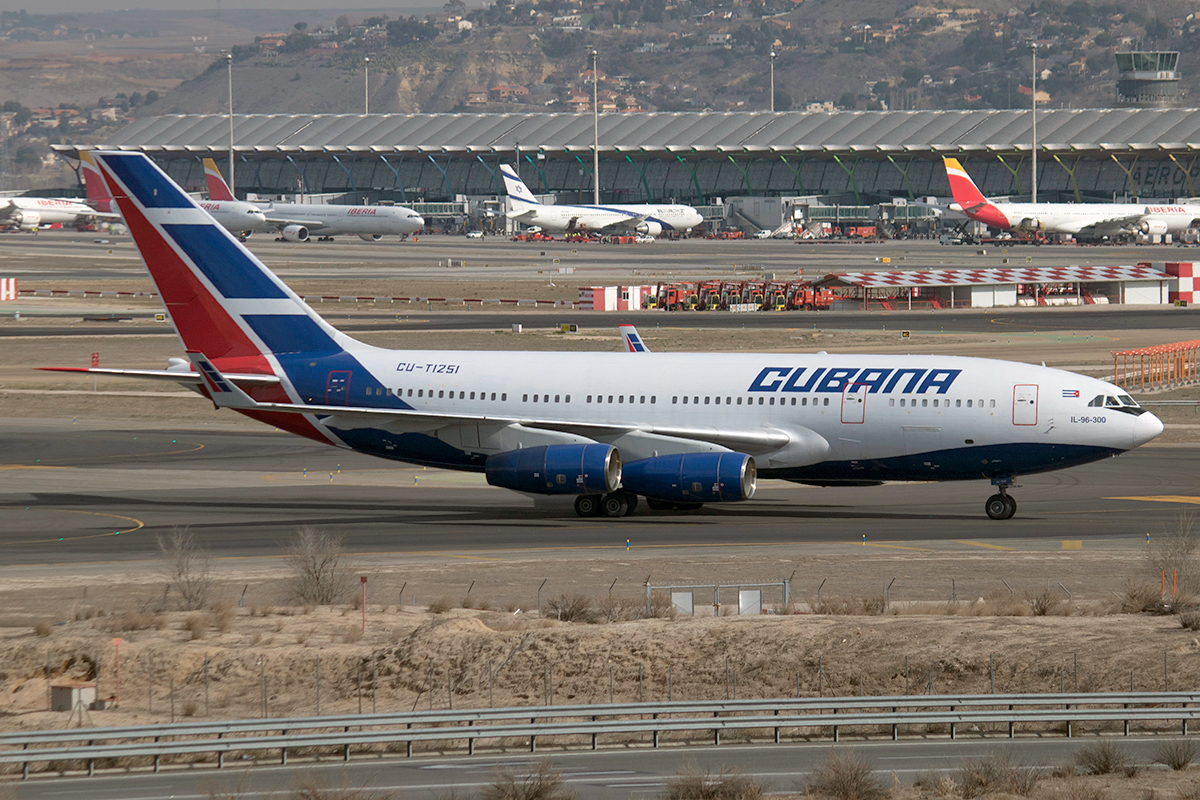
Ilyushin Il-96 de Cubana (CU-T1251).

| Aeronave                     | Número | Introducido | Retirado | Matrículas |
| ---------------------------- | ------ | ----------- | -------- | --- |
| Airbus A319-100              | 2      | 2013        | 2018     | LY-VEU y LY-VET (pasajeros) |
| Airbus A320-200              | 18     | 2001        | 2022     | JY-JAC, LY-LEV, EI-TLH, EI-TLJ, LY-VEZ, LY-VEY, LY-COM, HI968, LY-VEQ, EI-TAE, EI-TAA, LY-VEW, EI-TAD, N464TA, N465TA, EI-TAB, LY-VEN y EI-TAC (pasajeros) |
| Antonov An-2                 | 1      | 1970        | c. 1995  | CU-T1115 (pasajeros) |
| Antonov An-24                | 24     | 1966        | 2013     | CU-T875, CU-T876, CU-T877, CU-T878, CU-T879, CU-T880, CU-T881, CU-T1214, CU-T1236, CU-T1237, CU-T1244, CU-T1257, CU-T1260, CU-T1261, CU-T1262, CU-T1263, CU-T1266, CU-T1267, CU-T1294, CU-T1295, CU-T1299, CU-T1463 y CU-T1706 (pasajeros). CU-C1257 (carga)            |
| Antonov An-26                | 17     | 1980        | 2010     | CU-T1228, CU-T1230, CU-T1231, CU-T1432, CU-T1237, CU-T1238, CU-T1240, CU-T1241, CU-T1254, CU-T1405, CU-T1420, CU-T1423, CU-T1428, CU-T1432, CU-T1433, CU-T1435 y CU-T1436 (pasajeros)                                                                                   |
| Antonov An-12                | 1      | 1963        | 1967     | CU-T827 (pasajeros) |
| Antonov An-158               | 6      | 2013        | 2018     | CU-T1710, CU-T1711, CU-T1712, CU-T1714, CU-T1715 y CU-T1716 (pasajeros) |
| Boeing 707                   | 2      | 1960        | 1960     | N74613 y N74614 (pasajeros). Nunca entregados por Boeing debido al embargo |
| Boeing 737-200               | 2      | 2009        | 2018     | XA-UBB y XA-UHZ (pasajeros) |
| Boeing 737-300               | 2      | 2005        | 2019     | EC-IOR y I-BPAG (pasajeros) |
| Boeing 737-400               | 1      | 2016        | 2020     | I-BPAC (pasajeros) |
| Boeing 737-500               | 1      | 2018        | 2018     | XA-UZK (pasajeros) |
| Boeing 757-200               | 1      | 2006        | 2007     | EC-JRT (pasajeros) |
| Boeing 767-300               | 1      | 2009        | 2009     | S9-DBY (pasajeros) |
| Bristol Britannia            | 4      | 1958        | 1983     | CU-P688 (re-reg. CU-T668), CU-P669 (re-reg. CU-T669), CU-P670 (re-reg. CU-T670) y CU-P671 (re-reg. CU-T671) (pasajeros) |
| Curtiss C-46 Commando        | 3      | 1954        | 1963     | CU-C145, CU-C202 y CU-C556 (carga) |
| Douglas DC-3                 | 10     | 1946        | 1972     | CU-T2, CU-P38 (re-reg. CU-T38), CU-P128 (re-reg. CU-T128), CU-P144 (re-reg. CU-T144), CU-P172 (re-reg. CU-T172), CU-P266 (re-reg. CU-T266), CU-T7, CU-T138, CU-T808 y CU-T810 (pasajeros)                                                                               |
| Douglas DC-4                 | 6      | 1949        | 1963     | CU-T188, CU-T397, CU-T465, CU-T642, CU-T710 y CU-T785 (pasajeros) |
| Douglas DC-8                 | 3      | 1976        | 1980     | CU-T1200, CU-T1201 y CU-T1210 (pasajeros) |
| Embraer EMB 110 Bandeirante  | 3      | 2009        | 2020     | CU-T1540, CU-T1541 y CU-T1551 (pasajeros) |
| Ford Trimotor                | 5      | 1928        | 1950     | CU-T, IM-3, NC7482, NC8408 y NM-7 (pasajeros) |
| Fokker F27 Friendship        | 8      | 1994        | 2011     | CU-T1286, CU-T1287, CU-T1288, CU-T1289, CU-T1290, CU-T1291, CU-T1292 y CU-T1293 (pasajeros) |
| Ilyushin Il-14               | 4      | 1962        | 1999     | CU-T819, CU-T925, CU-T816 y CU-T322 (pasajeros) |
| Ilyushin Il-18               | 9      | 1962        | 1992     | CU-T830, CU-T831, CU-T832 (2 aviones), CU-T899, CU-T900, CU-T1268, CU-T1269 y CU-T1270 (pasajeros). CU-C900 (carga) |
| Ilyushin Il-62               | 24     | 1971        | 2012     | CU-T1208, CU-T1209, CU-T1215, CU-T1216, CU-T1217, CU-T1218, CU-T1225, CU-T1226, CU-T1245, CU-T1252, CU-T1259, CU-T1280, CU-T1281, CU-T1282, CU-T1283, CU-T1284, YR-IRE, CCCP-86681, CCCP-86650, CCCP-86652, CCCP-86654, CCCP-86655, CCCP-86690 y CCCP-86691 (pasajeros) |
| Ilyushin Il-76               | 2      | 2004        | 2015     | CU-T1258 y CU-T1271 (carga) |
| Lockheed L-049 Constellation | 6      | 1953        | 1962     | CU-P573, CU-T532, CU-T547 y CU-T631 (pasajeros). CU-C-601 y CU-C-602 (carga). |
| Lockheed Modelo 10 Electra   | 5      | 1934        | 1950     | NM-11 (re-reg. CU-T11), NM-16, NM-17, NM-24 y CU-T12 (pasajeros) |
| McDonnell Douglas DC-10      | 3      | 1992        | 2003     | TU-TAM, F-ODLY y F-BTDE (pasajeros) |
| Sud Aviation Caravelle       | 1      | 1989        | 1996     | HI-499 (pasajeros) |
| Tupolev Tu-154               | 9      | 1987        | 2006     | CU-T1222, CU-T1224, CU-T1227, CU-T1253, CU-T1256, CU-T1264, CU-T1265, CU-T1275 y CU-T1276 (pasajeros) |
| Vickers Viscount             | 6      | 1956        | 1962     | CU-T603, CU-T604, CU-T605, CU-T621, CU-T622 y CU-T623 (pasajeros) |
| Yakovlev Yak-40              | 11     | 1976        | 2012     | CU-T1202, CU-T1203, CU-T1204, CU-1211, CU-1213, CU-1219, CU-T1232, CU-T1440, CU-T1442, CU-T1443 y CU-T1448 (pasajeros) |
| Yakovlev Yak-42              | 15     | 1991        | 2012     | CU-T1242, CU-T1243 (2 aviones), CU-T1246 (re-reg. CU-T1704), CU-T1247, CU-T1249, CU-T1255, CU-T1272 (re-reg. CU-T1709), CU-T1274, CU-T1277, CU-T1279, CU-T1285, CU-T1705, CU-T1707 y CU-T1708 (pasajeros)                                                               |

## Accidentes e incidentes
- 25 de noviembre de 1950: cuando trataba de aterrizar en el aeropuerto de Holguín (actualmente Frank País) envuelto en una densa niebla, un Douglas C-53 (variante del DC-3) se estrelló. Se desconoce si hubo algún herido.
- 25 de abril de 1951: un Douglas DC-4, matrícula CU-T188 "Estrella de Cuba" que cubría la ruta Miami - Habana colisionó en el aire con un Beechcraft SNB-1 Kansan perteneciente a la marina de los Estados Unidos, cerca de la estación naval de Cayo Hueso. En el accidente fallecieron 43 personas, 39 a bordo del avión cubano y 4 en el avión de la marina.
- 6 de diciembre de 1952: un Douglas DC-4, matrícula CU-T397 "Estrella de Oriente" que cubría la ruta Madrid - Santa María (Azores) - Bermuda - Habana se estrelló en el mar a 4,5 KM al noreste de Kindley Field (actualmente aeropuerto internacional L. F. Wade) en Bermuda. A bordo de la aeronave iban 41 personas entre pasajeros y tripulantes. De ellos se salvaron sólo 4 personas.
- 17 de mayo de 1954: un Curtiss C-46A, matrícula CU-C556 mientras aterrizaba en el Aeropuerto de Rancho Boyeros (actualmente José Martí) de La Habana sufrió una explosión en una de las ruedas del tren de aterrizaje. No se reportó pérdidas humanas.
- 1 de noviembre de 1958: un Viscount 755D, matrícula CU-T603, que volaba en la ruta Miami - Varadero nunca llegó a su destino. Aparentemente se quedó sin combustible y se precipitó al mar a unos 3 km de la Bahía de Nipe. De 20 personas a bordo del avión perecieron 17.
- 29 de octubre de 1960: un Douglas DC-3 inicialmente programado para cubrir la ruta Habana - Gerona fue secuestrado por el copiloto a pocos minutos de haber despegado del aeropuerto José Martí en La Habana, y forzó al piloto a desviarse a Cayo Hueso. Del grupo de personas que iban a bordo de la aeronave perdió la vida el miliciano encargado de proteger el avión.
- 8 de diciembre de 1960: minutos después de haber despegado del aeropuerto de Cienfuegos con destino a La Habana, cinco secuestradores trataron de tomar el control del avión para dirigirlo a los Estados Unidos. Un ocupante del avión falleció cuando recibió un disparo. El avión tuvo un aterrizaje forzoso.
- 27 de marzo de 1962: un IL-14, matrícula CU-T819, después de haber despegado del aeropuerto de Santiago de Cuba con destino a La Habana, se precipitó al mar. Fallecieron sus 22 ocupantes.
- 27 de marzo de 1966: un IL-18D, matrícula CU-T831, que cubría la ruta Santiago de Cuba - Habana fue secuestrado por el ingeniero de vuelo con el objetivo de dirigirse hacia los Estados Unidos. En ese acto perdió la vida el capitán Fernándo Álvarez Pérez y el escolta Edor Reyes Martínez. El capitán Álvarez pudo confundir al agresor y llevar el avión a La Habana, lo que le costó la vida. El asesino fue posteriormente capturado en un convento, juzgado y ejecutado.
- 9 de febrero de 1967: un avión de carga AN-12BP, matrícula CU-T827, en vuelo La Habana - Ciudad de México se precipitó a tierra cuando se aproximaba al aeropuerto de la Ciudad de México. Todos sus 10 ocupantes fallecieron.
- 18 de marzo de 1976: un avión DC-8-43, matrícula CU-T1200, mientras se encontraba en un vuelo de entrenamiento cerca de La Habana, chocó en el aire contra un AN-24, matrícula CU-T829. El DC-8 pudo aterrizar sin problemas a pesar de haber perdido una parte de un ala y un motor, mientras que el AN-24 se precipitó a tierra. Fallecieron sus 5 tripulantes.
- 6 de octubre de 1976: el vuelo 455 de Cubana, un avión DC-8-43, matrícula CU-T1201, sufrió un atentado terrorista con bomba perpetrado por el exilio cubano de Miami, apoyado por la CIA estadounidense y la DISIP venezolana, en lo que a partir de entonces se denomina "Crimen de Barbados". Perecieron sus 73 ocupantes.
- 3 de febrero de 1980: un Yak-40, matrícula CU-T1219 se precipitó a tierra mientras trataba de aterrizar en condiciones de mal tiempo en el aeropuerto de Baracoa. De sus 37 ocupantes solamente falleció el piloto.
- 13 de mayo de 1980: Un IL-14, matrícula CU-T322 se estrelló cerca de Varadero mientras hacía un vuelo de entrenamiento. sus 3 ocupantes fallecieron.
- 19 de enero de 1985: Un IL-18D, matrícula CU-T899 se estrelló cerca de San José de las Lajas, actual provincia de Mayabeque. El avión que se encontraba en ruta Habana - Managua perdió el control y se precipitó a tierra. Fallecieron sus 38 ocupantes.
- 11 de marzo de 1987: Un AN-24RV, matrícula CU-T1262, en un intento de secuestro falleció uno de sus ocupantes.
- 3 de septiembre de 1989: el vuelo 9646 de Cubana, un IL-62M, matrícula CU-T1281 mientras intentaba despegar del aeropuerto internacional José Martí en La Habana con destino a Milán y Colonia, bajo condiciones meteorológicas adversas y por negligencia del piloto, se precipitó a tierra en las inmediaciones del aeropuerto. Hubo 171 muertos; de ellos 126 venían en el avión y los otros 45 eran vecinos de la zona. Este ha sido el peor desastre aéreo de Cubana de Aviación.
- 24 de octubre de 1990: un Yak-40S2, matrícula CU-T1202 mientras se aproximaba al aeropuerto Antonio Maceo de Santiago de Cuba se estrelló a 4 km del mismo. El avión cubría una ruta procedente del aeropuerto de Camagüey. Un total de 11 ocupantes fallecieron.
- 11 de julio de 1991: un TU-154B2, matrícula CU-T1227, se salió de la pista mientras trataba de aterrizar en el aeropuerto de la Ciudad de México. El avión cubría la ruta La Habana - Ciudad de México. A pesar de que no hubo víctimas el aparato fue dado de baja.
- 11 de julio de 1997: el vuelo 787 de Cubana, un AN-24RV, matrícula CU-T1262 poco después de haber despegado del aeropuerto de santiago de Cuba a una altura de 150 m y a una distancia de 5 km viró a la izquierda y se precipitó en el mar. En el avión que cubría el trayecto Santiago de Cuba - Habana había 44 personas las cuales fallecieron.
- 29 de agosto de 1998: el vuelo 389 de Cubana, un TU-154M, matrícula CU-T1264 mientras trataba de despegar del aeropuerto de Quito, Ecuador con destino a Guayaquil. El avión abortó el despegue cuando quedaban escasos 800 metros de la pista y se salió de la misma. Hubo un total de 80 personas fallecidas, de ellas 70 venían en el avión y otras 10 eran personas que se encontraban en esos momentos en tierra.
- 21 de diciembre de 1999: el vuelo 1216 de Cubana de Aviación. Un avión DC-10 que partió de La Habana a las 8:30 horas con destino a Guatemala y que intentaba aterrizar, se salió al final de la pista. En el percance murieron 17 ocupantes del avión y nueve residentes de las casas arrasadas por el choque, lo cual elevó a 26 el número de víctimas y otras 73 resultaron heridas. Eran las 9.39 de la mañana cuando la aeronave de Cubana de Aviación se estrelló contra seis viviendas de la colonia La Libertad. En este vuelo viajaban 266 estudiantes guatemaltecos becados en Cuba que llegaban a Guatemala a pasar las fiestas de fin de año con sus familiares.
- 25 de diciembre de 1999: el vuelo 310 de Cubana de Aviación, un YAK-42D, matrícula CU-T1285, había partido del Aeropuerto Internacional José Martí, Cuba, con destino al Aeropuerto Internacional de Maiquetía Simón Bolívar en la ciudad de Caracas, Venezuela. Debido a los deslizamientos de tierra e inundaciones, el vuelo fue desviado al Aeropuerto Internacional Arturo Michelena en Valencia y por la oscuridad y el desconocimiento de la zona por parte de la tripulación, causó que se estrellara en lo alto de una ladera, causando la muerte de 22 personas.
- 8 de abril de 2008: el vuelo 201 de Cubana de Aviación, un avión  que cubría la ruta Santo Domingo La Habana a unos 30 minutos de haber despegado del aeropuerto de Santo Domingo, hubo una explosión en el motor izquierdo, y tuvo que aterrizar en el aeropuerto de Santo Domingo. No hubo heridos.
- 18 de mayo de 2018: el vuelo 972 de Cubana de Aviación, un Boeing 737-200 con matrícula XA-UHZ,[5] arrendado mediante acuerdo wet lease a Global Air, se estrelló minutos después de despegar del Aeropuerto Internacional José Martí. El vuelo 972 tenía como destino la ciudad cubana de Holguín. Había 107 pasajeros y 6 tripulantes a bordo, de las cuales sólo 1 sobrevivió, quedando en estado crítico, aunque posteriormente se restableciò y fue dada de alta.[6]
- 28 de noviembre de 2020: un Embraer EMB 110 Bandeirante de Cubana de Aviación, matrícula CU-T1541, sufrió el colapso de los trenes de aterrizaje durante el toque en tierra en el Aeropuerto Internacional José Martí, en La Habana. No hubo heridos y la aeronave recibió daños sustanciales. El avión en cuestión (s/n 110116) fue ensamblado por el fabricante brasileño en 1976 (44 años de edad).[7]

## Compañías asociadas
Además de Cubana de Aviación S.A, existen otras pequeñas líneas aéreas nacionales que funcionan actualmente en Cuba.
- Cubana Cargo (pertenece a Cubana de Aviación)
- Aerogaviota
- Aerotaxi
- Aerocaribbean